# Pere Joan Barceló i Anguera

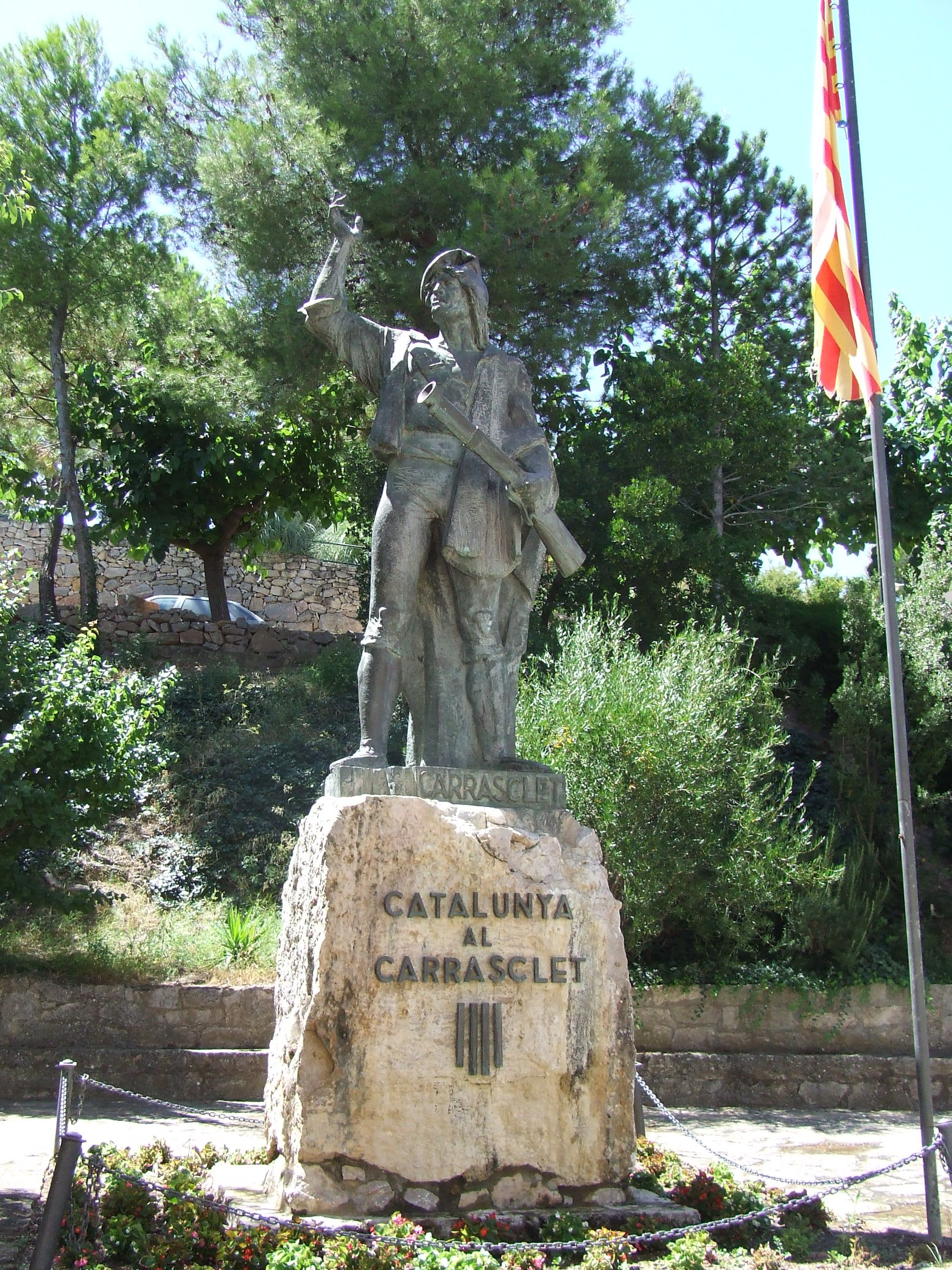
Statue des Carrasclet in Capçanes

Pere Joan Barceló i Anguera (* 1682 in Marçà, Capçanes; † 3. oder 4. September 1743 in Breisach) war ein katalanischer Soldat. Bekannt war er als „Carrasquet“ bzw. – in heutiger katalanisches Schreibweise – „Carrasclet“, d. h. „Kohlenverkäufer,“ in Anspielung auf seinen Beruf.

## Leben
Als Anhänger des habsburgischen Lagers bekämpfte Barceló im Spanischen Erbfolgekrieg die Vorherrschaft der spanischen Bourbonen, welche für eine zentralistische Politik nach französischem Vorbild stand. Nach dem Fall Barcelonas am 11. September 1714 legte Barceló die Waffen nieder und begab sich ins österreichische Exil.
Im Krieg der Quadrupelallianz kämpfte Barceló 1719 gegen Spanien, ebenso 1734 – auf habsburgischer Seite, im Rang eines Obersten – im Polnischen Thronfolgekrieg auf dem italienischen Kriegsschauplatz. Die Jahre zwischen den Feldzügen verbrachte er teils in Wien, teils auf einem Gut in Ungarn, das Kaiser Karl VI. ihm geschenkt hatte.
Fürderhin zu Diensten des Kaisers, fiel Barceló in der Nacht vom 3. zum 4. September 1743 auf einer Flussinsel des Rheins in der Nähe von Breisach, als österreichische Truppen während des Österreichischen Erbfolgekrieges versuchten, unter heftigem französischen Beschuss das linke Rheinufer einzunehmen.

## Carrasclet als Romanfigur
In seinem 2015 erschienenen Roman Vae Victus erzählt Albert Sánchez Piñol einige Episoden aus dem Leben von Barceló / Carrasclet, vor allem aus dessen letzten Tagen.